# Lecithocera flavicosta
Lecithocera flavicosta is een vlinder uit de familie van de Lecithoceridae. De wetenschappelijke naam van de soort is voor het eerst geldig gepubliceerd in 1973 door Gozmany.